# Bělehradská pevnost
Bělehradská pevnost (srbsky Београдска тврђава) je rozsáhlý fortifikační útvar v srbském hlavním městě Bělehradě. Její dějiny sahají až do římských dob, do současné podoby se vyvíjela až do století osmnáctého. Postavena byla Římany na návrší nad soutokem řek Sávy a Dunaje. Pevnost později využívali i středověká srbská království, Maďaři, Osmanští Turci a Rakušané. Od roku 1979 je pevnost evidována jako kulturní památka mimořádného významu (srbsky Spomenik kulture izuzetnog značaja).

## Poloha
Pevnost zaujímá prostor na ostrohu nad řekami Sáva a Dunaj s výhledem na lužní lesy okolo Dunaje, Velký válečný ostrov, Ústí Sávy do Dunaje, Nový Bělehrad a Zemun. Ze strany města Bělehradu ji obklopují tři ulice: Petra Bojovića, Pjarona de Modezira a Pariska. Při břehu řeky je také vedena (byť již nevyužívaná) železniční trať. 

## Členění
Stejně jako v případě dalších pevností tohoto typu se i ta bělehradská skládá z Horní a Dolní pevnosti. Doplňují je i dvě podhradí. Počítá se k ní i rozlehlý park Kalemegdan (někdy je pevnost pojmenovávána, přísně vzato nesprávně, podle parku a hovoří se o "Pevnosti Kalemegdan"). 
K významným architektonickým prvkům patří hodinová věž (srbsky Sahat kula), Turbe Damada Aliho Paši, turecké lázně (hamam) nebo dělostřelecká věž Nebojša, kterou Turci proměnili v žalář. V pevnosti se nachází i Vojenské muzeum. Symbolem srbské metropole se stala i socha Vítěze (srbsky pobednik). Bronzová plastika nahého muže s holubem a mečem, dílo sochaře Ivana Meštroviće, byla umístěna na svoji současnou lokaci u příležitosti desátého výročí průlomu na Soluňské frontě. V roce 1930 zde byl také umístěn i památník vděčnosti Francii, která se významnou měrou podílela na úspěšních srbské armády v první světové válce, je rovněž od Meštroviće.
O původních názvech jednotlivých částí pevnosti se dochovalo jen velmi málo zdrojů, především díky častým obléhání, ničením a změnám pánů, kteří ji označovali vždy různými způsoby.

### Horní pevnost
Z parku Kalemegdan a ulice Knez Mihailovy je vstup do této části pevnosti možný přes bývalou Stambolskou/Cařihradskou bránu. Horní pevnost má půdorys obdélníku, který je přivrácen k směru toku řeky Sávy. Nachází se zde: Fontána Mehmeda Paši Sokoloviće, pozůstatky několika zbořených kasáren, památník Štěpána Lazareviće a dominantní stavba, která shlíží na Sávský amfiteátr, kterou je Konak kněžny Ljubice. Mimo to jsou v opevnění dochované rovněž i věže, většinu plochy Horní pevnosti tvoří park s vzrostlými stromy.

### Dolní pevnost
I dolní pevnost je prosta větších staveb. Má půlkruhový půdorys, opevnění severním směrem k oběma řekám bylo nicméně odstraněno. Z přítomných staveb lze zmínit např. planetárium, postavené v místě bývalých tureckých lázní, budovu vojenské kuchyně a pozůstatky paláce srbského metropolity.

### Podhradí
Horní a dolní pevnost byla spojena tzv. západním a východním podhradím (vzhledem k tomu, že výškový rozdíl dolní a horní pevnosti byl značný). Západní podhradí je známější, neboť je zde umístěna vyhlídková plošina na město a známá socha Vítěze (srbsky Pobednik). Přiléhá k řece Sávě. 
Na východním podhradí, které přiléhá k dnešní zoologické zahradě, se nachází kostel sv. Ružice, dále Kostel svaté Petky a masivní Zindanská brána (srbsky Zindan kapija), která umožňuje tímto směrem vstup do pevnosti.

## Dějiny

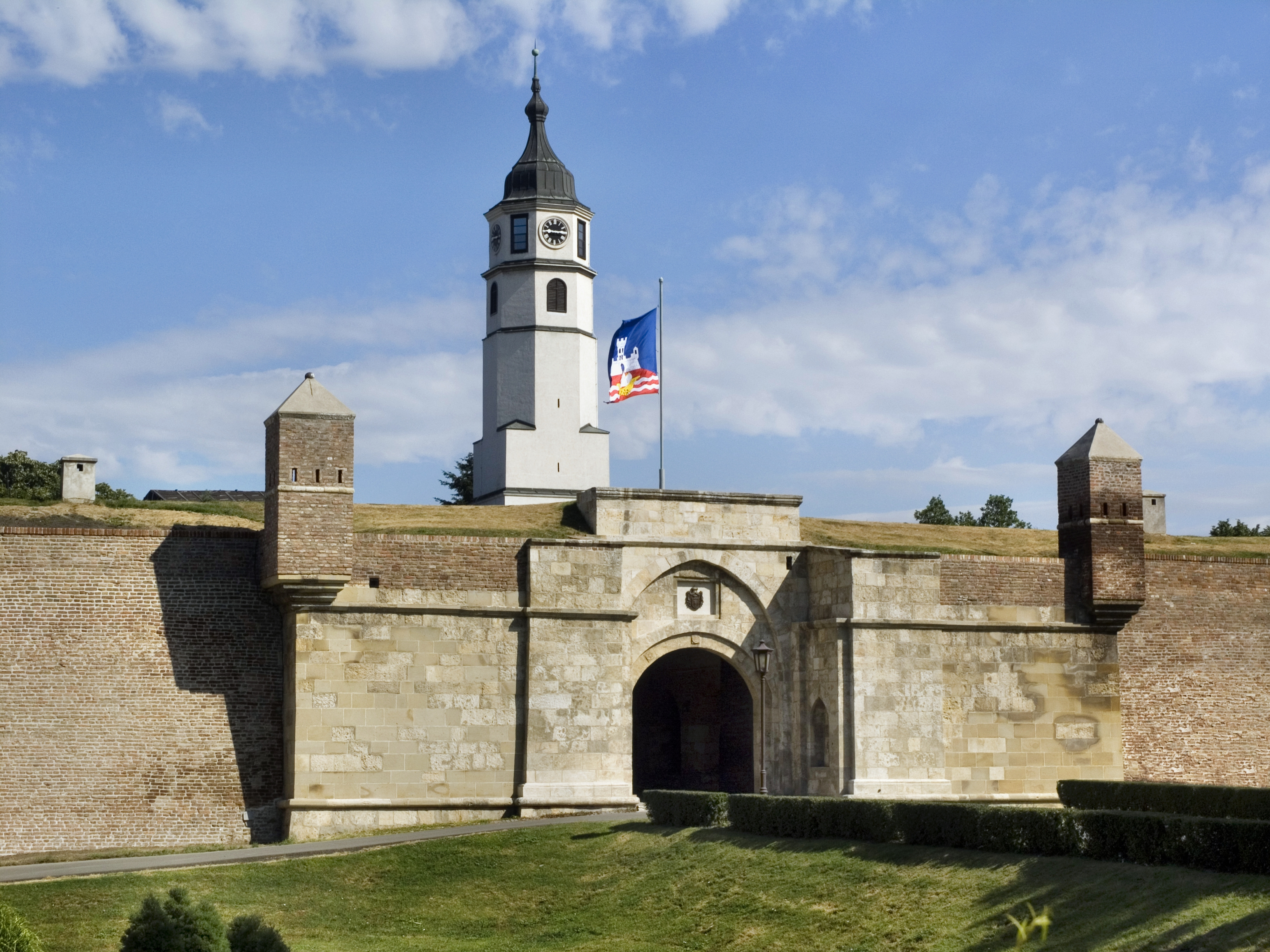
Stambolská brána

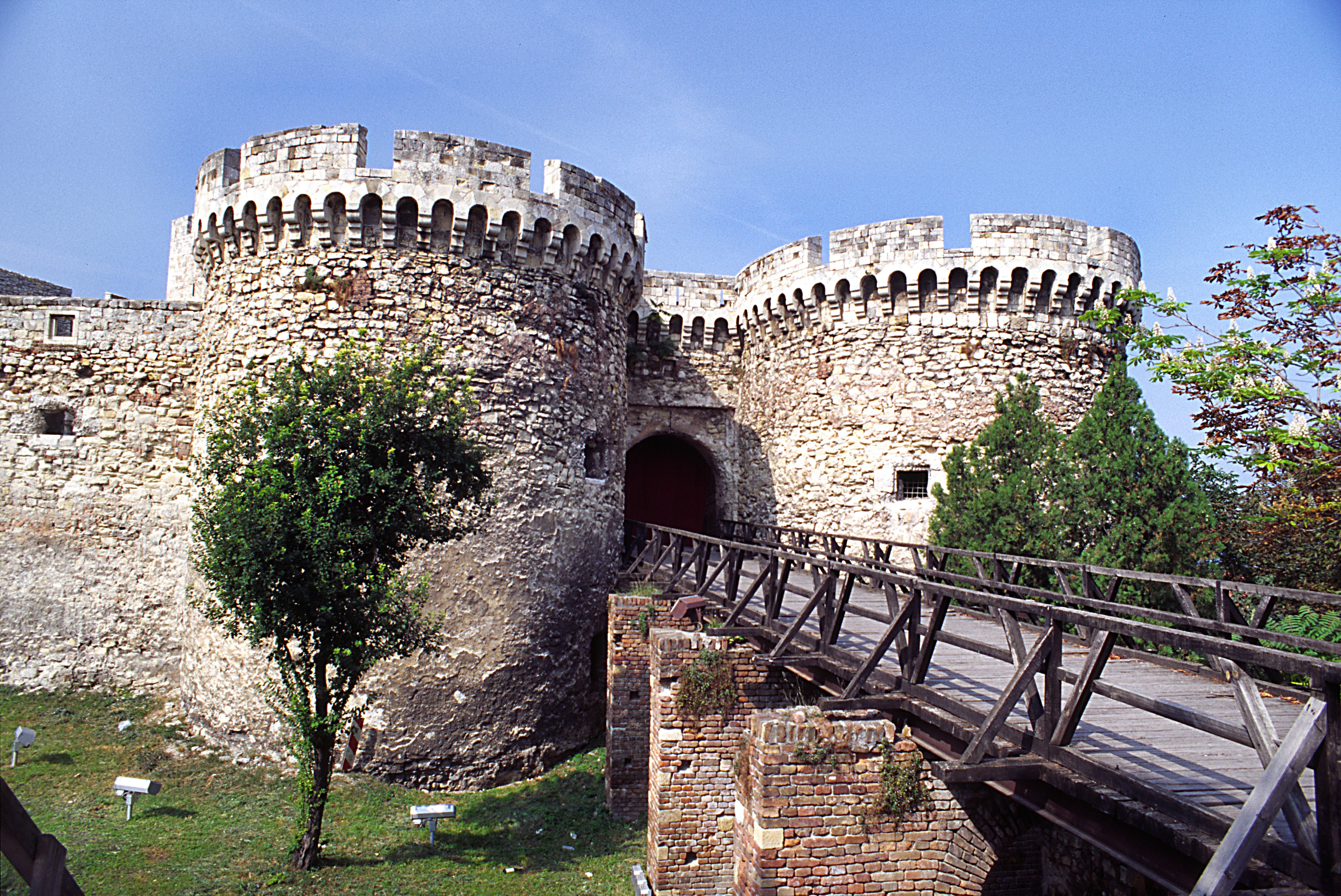
Zindanská brána

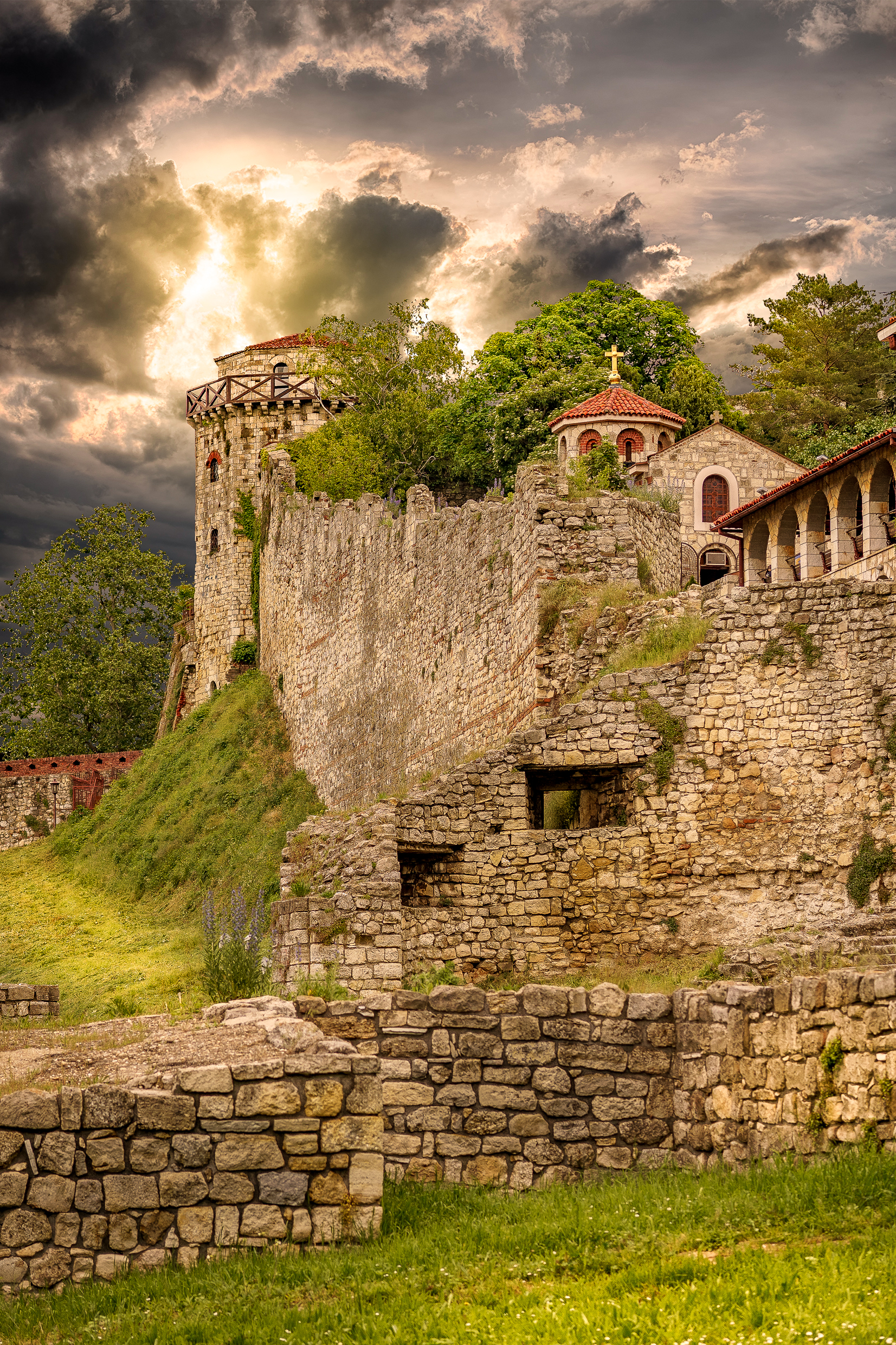
Jakšićova věž

Pevnost představuje jádro metropole a její dějiny jsou neoddělitelně spjaty s dějinami samotného města.
Již Římská říše ve strategicky příhodném místě nechala nejprve založit vojenský tábor a později město Singidunum. O jejich podobě nicméně není dochováno více podrobných informací. K ochraně místa vyslali nejprve legii VIII Augusta (v letech 46 až 69), později legii IV Flaviae, která zde působila od roku 86 až do 5. století. Pro legii postupně začali budovat pevnost, jež měla být především pevností pohraniční. Nejprve byla tvořena jen hliněnými valy a dřevěnými palisádami, ale brzy nato byla opevněna kamenem. Pozůstatky lze dnes vidět poblíž severovýchodního rohu návrší. Castrum mělo vysoké zdi z bílého tašmajdanského vápence a rozkládalo se na ploše 16-20 hektarů, přičemž mělo tvar nepravidelného obdélníku. Zdi byly postaveny z pravidelně tesaných kamenných kvádrů. Nejspíše zde byla dislokována i flotila, která využívala Dunaj pro obranu před barbary.
Pevnost měla pro Římany nesmírný význam. Nacházela se na samotné severní hranici impéria, strážila hlavní obchodní stezky, které směřovaly ze západní části říše do Soluně a Istanbulu. Začínaly zde silnice, jako Via Militaris nebo Via Egnatia. Nejen pro obranu, ale i pro obchod byly také klíčové řeky Sáva a Dunaj, které byly dobře z pevnosti přístupné. 
Když římská moc ochabovala, byla v letech 378 až 441 několikrát vyplněna Góty a Huny. Legenda praví, že se pod pevností nachází hrob vůdce Hunů Attily. Byzantský císař Justinián I. přestavěl areál kolem roku 535, nicméně si příliš nepomohl, neboť do ni o nějakou dobu později vnikli tentokrát Avaři a jejich spojenci, Slvoané. Ti jí zmocnili až v 7. století, nicméně již natrvalo. 
Podle bílého hřebene, na němž pevnost stála, případně podle bílého vápence pevnosti, začali Slované místu říkat bílé hradiště – Bel-grad. Byzantinci nad nimi sice znovu získali nadvládu, ale obyvatelstvo zůstalo již slovanské. Později se pevnosti zmocnili Maďaři. Uherský král Béla I. daroval pevnost Srbsku v 11. století jako svatební dar (jeho syn se oženil se srbskou princeznou Jelenou), ale zůstala fakticky pod maďarskou kontrolou, jen s výjimkou období let 1282 až 1319. 
Přes pevnost a přes Bělehrad procházelo několik křížových výprav, a to v letech 1096, 1147 a 1189.
Poté, co se Srbské království po kosovské bitvě zhroutilo, stal se Bělehrad v roce 1402 hlavním městem Moravského Srbska despoty Stefana Lazareviće. Dolní město muselo být výrazně rozšířeno, neboť do Bělehradu proudily davy uprchlíků ze Srby ztracených oblastí. Opuštěná a poničená stavba byla obnovena a znovu do ní proudili obchodníci a probudil se původní život. Pevnost zůstala v srbských rukou téměř století. Pak připadla znovu Maďarům. Pokus osmanského sultána Mehmeda II. o dobytí Bělehradu v roce 1456 zhatil János Hunyadi. V roce 1521 byla Turky ale nakonec získána a zůstala (s krátkými obdobími rakouské okupace) pod nadvládou Osmanské říše až do roku 1867.
Tureckou podobu pevnosti zachytil turecký cestovatel Evlija Čelebi, a to přesněji, než je tomu v případě některých dalších popisů staveb i sídel, která v regionu Balkánu navštívil.
V lednu 1807 ji srbští povstalci během prvního povstání obsadili. Po druhém nicméně na základě dohody zůstala pevnost pevně v rukách sultánova vojska.
Během krátkého období rakouské nadvlády (1718–1738) byla pevnost z velké části přestavěna a modernizována. Na vyobrazení prvního vojenského mapování je pevnost vidět v obou částech s velmi hustou zástavbou. Mapy druhého vojenského mapování ještě vyobrazují blokovou zástavbu v částech dolní pevnosti, která později zanikla. Ve srovnání s mapou přechozí je o něco řidší a doplněná vojenským přístavem. Doplňovaly ji četné mešity, takže se jednalo o záznam z časů ještě před odchodem Turků ze srbské metropole. Budovy, které zde byly přítomné, byly: skladiště (arzenál), dělostřelecká kasárna, sklad potravin a Hasanpašova mešita. Čtyři městské brány s přilehlými hradbami byly zbořeny roku 1862 (Sávská brána, Vidinská brána a městská brána) a roku 1866 (Cařihradská brána). První četa srbských vojáků pod velením plukovníka Svetozara Garašanina slavnostně vystřídala osmanské gardisty v pevnosti dne 18. dubna 1867. Jednalo se o slavnostní událost, kdy byla stažena turecká vlajka (srbská s ní již vlála společně po nějakou dobu) Pevnost pak tvořila jednu z městských částí Bělehradu. 
Pevnost a park byly poškozeny během první světové války, zejména během těžkého bombardování v letech 1914–1915. Meziválečné plány na přebudování pevnosti, zejména Dolního pevnosti, na zábavní park nebo dokonce olympijský stadion, nebyly uskutečněny. Během druhé světové války utrpěla pevnost další škody. Vojenské muzeum bylo zasaženo při bombardování v dubnu 1941 a následně vydrancováno. V době německé okupace se nicméně uskutečnil první moderní archeologický průzkum lokality, který vedl Walter Unverzagt.
V poválečné době se pevnost i park staly oázou klidu a ticha v pulzující metropoli. Pokračovaly i průzkumy lokality ve snaze odhalit další zajímavé pozůstatky dávných dob.
V 21. století byla diskutována myšlenka lanové dráhy k celému areálu. Nic z toho se ale do roku 2025 neuskutečnilo, předně proto, že pevnost je z centra města velmi dobře dostupná, zatímco jiná opevnění, která byla zpřístupněna lanovými drahami, jsou většinou ve městech, kde jsou poměry v tomto směru složitější. Otázkou byl také vznik nové zástavby v okolí pevnosti, který ovlivňuje panoramata na řeku a okolí.

## Kalemegdan
Park Kalemegdan, který pevnost obklopuje, je největším bělehradským parkem. Název Kalemegdan se původně vztahoval na prostory v okolí pevnosti, pochází z turečtiny a je spojením dvou slov - kale (pevnost) a megdan (bitva).[zdroj?]
Tyto prostory však byly v 80. letech 19. století při rozsáhlých proměnách Bělehradu přebudovány na rozsáhlý park. Vznik parku začal po předání pevnosti srbské správě roku 1867. Plán parku vytvořil první bělehradský urbanista Emilijan Josimović.
Mezi lety 1873 a 1875 byly vysázeny první stromy. Systematické úpravy Kalemegdanu byly zahájeny roku 1890, kdy vojenská správa předala park bělehradské opštině. Tehdejší primátor města Nikola Pašić schválil půjčku ve výši 10 000 dinárů na potřebné práce. Roku 1905 se přistoupilo k rozšíření parku zřízením Malého Kalemegdanu, který se rozprostíral od pavilonu Cvijety Zuzorić až k nově vybudované zoologické zahradě. Ve 21. století se začalo silně diskutovat o přemístění zoo, ale prozatím zůstává na svém místě.

## Turistika
Pevnost je nejnavštěvovanější turistická atrakce v Bělehradě (druhou je bohémská ulice Skadarlija). Celkový počet návštěvníků se odhaduje na 2 miliony ročně. Vstup je zdarma.

## Obraz v kultuře
Pevnost má jako prominentní bělehradská památka místo v řadě kulturních děl regionu i Srbska samotného. Objevuje se např. ve filmu Mi nismo anđeli, nebo ve snímku Emira Kusturici Podzemlje.